# Lopezaria
Lopezaria is een geslacht van korstmossen behorend tot de familie Ramalinaceae. De typesoort is Lopezaria versicolor.

## Soorten
Volgens Index Fungorum bevat het geslacht twee soorten (peildatum januari 2023):
| Soortnaam            | Auteur(s)                             | Publicatiejaar |
| -------------------- | ------------------------------------- | -------------- |
| Lopezaria isidiza    | (Makhija & Nagarkar) Aptroot & Sipman | 2007           |
| Lopezaria versicolor | (Flot.) Kalb & Hafellner              | 1990           |